# Madliena
Madliena (anteriormente deletreada Madalena, en maltés: Il-Madliena) es un área en Swieqi, Malta, anteriormente parte de la ciudad adyacente de Għargħur. Toma su nombre de una capilla dedicada a Santa María Magdalena, construida en la zona en 1490. Madliena era conocida como Hal Samudi en la época medieval, y aparece mencionad como tal, junto con Gharghur, en la documentación de la época. La capilla se usó después como puesto de vigilancia por los insurgentes malteses durante el bloqueo francés de 1798-1800. Fue demolido por el ejército británico en 1880 para dar paso al Fuerte Madalena, una de las fortalezas de las Líneas Victoria . Se construyó una nueva capilla cerca para reemplazar la demolida.
Mientras que hasta la década de 1960 era principalmente una zona rural que albergaba una serie de granjas, hoy en día Madliena es una zona residencial y el solar de muchas villas, búngalos, apartamentos de lujo y dúplex. Está cerca de la zona turística de San Pawl il-Bahar y del principal distrito de entretenimiento de Malta, San Julián.
Una torre del siglo XVII, conocida como la Torre Madliena se sitúa en la costa cerca de Madliena, aunque se encuentra dentro de los límites de Pembroke no de Swieqi.
La letra roja "M" en el escudo de armas de Swieqi representa a Madliena.

## Galería

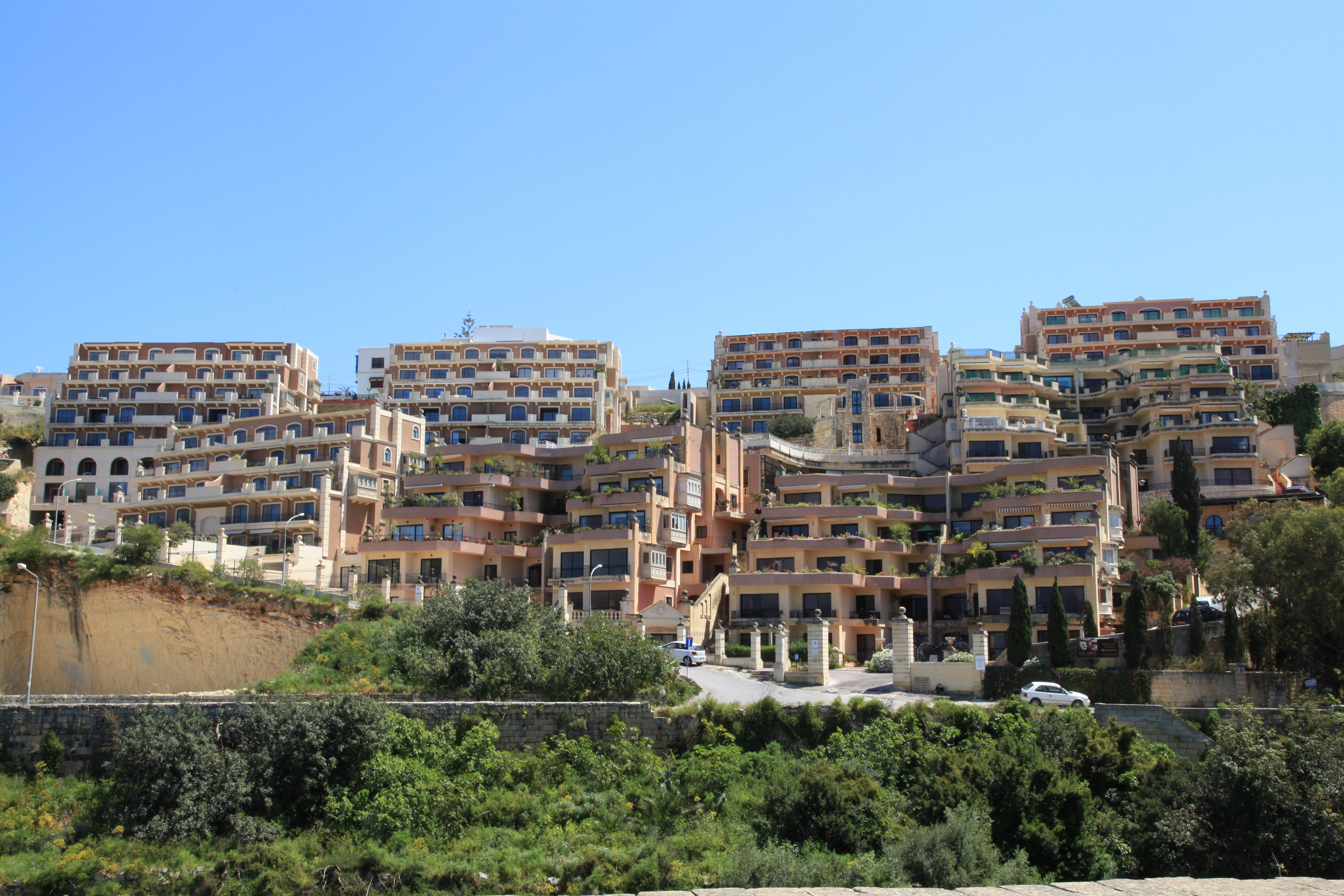
Una vista de los Jardines de Busietta en Madliena
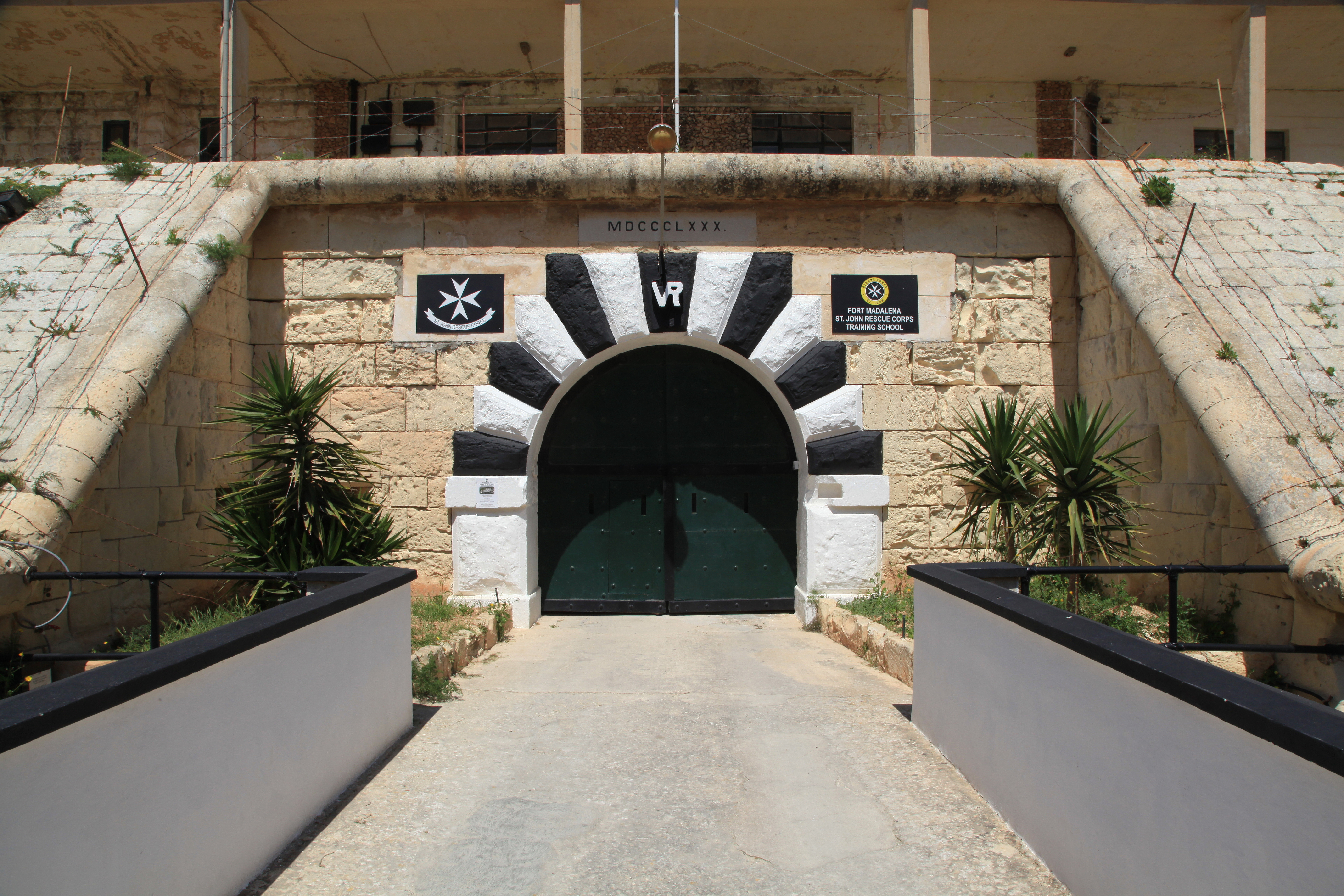
Acceso al Fuerte Madalena.